# شهرستان زرین‌دشت
شهرستان زرین‌دشت یکی از شهرستان‌های استان فارس ایران است. مرکز این شهرستان، شهر حاجی‌آباد است.

## جمعیت
جمعیت این شهرستان بر طبق سرشماری سال ۱۳۹۵، برابر با ۷۳٬۱۹۹ تن بوده‌است.

## جغرافیای شهرستان
شهر حاجی‌آباد مرکز شهرستان زرین دشت در جنوب شرقی استان فارس و بر روی طول جغرافیایی ۵۴ درجه و ۲۰ دقیقه و عرض جغرافیایی ۲۸ درجه و ۲۰ دقیقه قرار دارد. ارتفاع آن نسبت به سطح دریا ۱۱۵۰ متر است. مرزهای جغرافیایی این شهرستان به ترتیب محدود است: از شمال به شهرستان‌های داراب و فسا، از مشرق به شهرستان‌های داراب و لارستان، از جنوب به شهرستان لارستان و از مغرب به شهرستان‌های فسا، جهرم و جویم. این شهرستان ۴۶۲۶ کیلومتر مربع وسعت دارد که ۳/۷ کل مساحت خاکی استان فارس را به خود اختصاص داده‌است. فاصلهٔ آن تا شیراز ۲۷۰کیلومتر است.

## تقسیمات کشوری
- بخش مرکزی
  - دهستان خسویه
  - دهستان دبیران
  - دهستان زیرآب

شهرها: حاجی‌آباد، دبیران
- بخش ایزدخواست
  - دهستان ایزدخواست شرقی
  - دهستان ایزدخواست غربی

شهرها: شهرپیر

## آمار ایثارگران شهرستان
- تعداد شهداء: ۱۶۰ نفر
- تعداد آزادگان: ۲۰ نفر
- تعداد جانبازان: ۲۷۰ نفر

## آموزش و پرورش
- در شهر حاجی‌آباد ۲مرکز آموزش عالی وجود دارد:

1. دانشگاه آزاد اسلامی واحد زرین دشت
2. دانشگاه پیام نور واحد زرین دشت

| - تعداد مدارس ابتدایی: ۶۱ واحد - تعداد مدارس راهنمایی: ۳۵ واحد - تعداد مدارس متوسطه نظری: ۲۲ واحد - فنی و حرفه‌ای: ۱ واحد - پیش دانشگاهی: ۱۲ واحد - کار و دانش: ۲ واحد | - تعداد دانش آموزان: کودکستان ۴۰۰ نفر - ابتدایی: ۷۴۰۶ نفر - راهنمایی: ۵۳۶۳ نفر - فنی و حرفه‌ای: ۳۱ نفر - متوسطه: ۳۵۵۶ نفر - کار و دانش: ۱۸۳ نفر - پیش دانشگاهی: ۶۴۱ نفر | - مدارس ابتدایی عبارتند از: شهید پرویزی، حریت - مدارس راهنمایی عبارتند از :ایت الله نسابه، نوروزی، نبوت، امیرکبیر، فردوسی - مدارس دبیرستان عبارتند از :حکمت. چمران. امام خمینی … |  |

## مراکز مذهبی
- ۱- تعداد مساجد: ۵۲ واحد
- ۲- تعداد حسینیه ۴۴ واحد
- ۳- تعداد امامزادگان: ۵ امامزاده

## وضعیت زنان شهرستان
با توجه به رشد فرهنگی و اجتماعی، و کاهش آمار ازدواج در سنین پایین نسبت به گذشته، می‌شود با قطعیت گفت در حال حاضر ۸۰٪از بانوان این شهرستان و بالخصوص مرکز شهرستان، شهر حاجی‌آباد}} از تحصیلات بالا برخوردارند و تا ۵۰ درصد بانوان در مشاغل دولتی، و خصوصی مشغول بکارند.
به دلیل

## مراکز هنری و کتابخانه‌ها
تنها یک کتابخانه عمومی دولتی در سطح شهرستان و در مرکز شهر حاجی‌آباد وجود دارد. در این کتابخانه ۱۴ هزار جلد کتاب وجود دارد. که خوشبختانه با توجه به وجود تعداد زیادی دوست دار کتاب اعم از خانم و آقا، هر هفته با نظر به برنامه‌ریزی قبلی جلسه و گردهمایی تشکیل شده و کتاب‌هایی معرفی و در مورد کتاب‌های خوانده شده‌ای که در جلسات قبل معرفی شده، نقد و بررسی به عمل می‌آید.

## عظمت کوه‌ها
ارتفاعات شهرستان با جهت شمال غربی به جنوب شرقی است. از میان ارتفاعات شهرستان کوه بن دشت ۱۹۳۷ متر و کوه گچ در حد فاصل گلکویه و پنج چاه ۱۹۲۵ متر و کوه زیر آب قدیم با ۱۹۰۰ متر، و کوه دبیران با ۱۸۰۰ متر، و سیاه کوه در شمال غربی حاجی‌آباد با ۱۴۳۰ متر می‌توان نام برد.
کوه گر ۱۶۵۰متر در دره شور
و دیگر کوه ها کوه نباتی واقع در شهرپیر است که بزرگترین کوه شهر است

## آثار باستانی و مناطق دیدنی شهرستان
1. سرسرو -کوهی‌ در بالای دهنو
2. میل نقاره خانه - واقع در روستای چاه سبز
3. دریاچه فصلی شهرپیر
4. پیست موتورسواری شهرپیر
5. تنگ بیمارون شهرپیر
6. دشت بنه دهنو واقع در دشت ایزدخواست همجوار با شهر شهرپیر
7. بنه دهنو- واقع در دشت ایزدخواست همجوار با شهر شهرپیر
8. قلعه مزایجان - واقع در روستای مزایجان
9. برکه سفید مزایجان - واقع در روستای مزایجان
10. چشمه آب گرم درمو - واقع در روستای مزایجان
11. چشمه آب گرم پلیچو - واقع در روستای مزایجان
12. کوه نمک مزایجان - واقع در روستای مزایجان
13. غار شهید پگاه - واقع در روستای مزایجان
14. آتشکده مزرو - واقع در روستای مزایجان
15. تل سفیدک - واقع در شهر حاجی‌آباد
16. قعله چاه سبز - واقع در روستای چاه سبز
17. دره بیست کنارو-واقع در روستای دره شور
18. دره انجیر تک-واقع در روستای دره شور
19. کت مهدی - در همجواری روستای دهنو
20. دشت بنه (معروف به بنه‌های بندشت)-واقع در روستای بندشت
21. چشمه کوچک نینه و چشمهٔ سیته (به تقمم که متأسفانه داره از بین میره)-چشمه نینه واقع در حوالی گلوگاه، چشمه سینه واقع در ابتدای ورودی حاجی‌آباد و خیابان گلزار شهدا
22. دره چال زندانیان (به زبان آمیانه، چاه زندون)-واقع در ورودی حاجی‌آباد از سمت گلوگاه
23. آرامگاه و حرم امامزادگان شاه فرج‌الله و حبیب‌الله و پارک امامزاده-واقع در مرکز شهر حاجی‌آباد، منطقه امامزاده
24. آرامگاه شهدای گمنام-واقع در مرکز شهرحاجی اباد-منطقه بسیجیان
25. نخلستان‌های دیدنی-واقع در مرکز شهر حاجی آباد
26. پارک زیتون (پارکی انبوع از درخت زیتون، در کنار محیطی با امکانات تفریحی برای فرزندان)-واقع در مرکز شهر حاجی‌آباد، منطقه فرهنگیان
27. امامزاده ای در روستای حاجی طاهره، درحوالی حاجی‌آباد
28. امامزاده صاحب زمان، در حوالی بخش ایزدخواست
29. کوه زیبای بنام کمر زرد، در حاجی‌آباد.
30. بزرگ‌ترین کوه آتشفشان دیدنی این شهرستان بنام، سیاه کوه (که در دل خود آتشی خاموش جای داده‌است)
31. امامزاده محمد در ابتدای روستای خسویه
32. دره چاله سلیمی درکوه‌های جنوبی حاجی
33. اثارقنات‌هایی دیدنی درشرق وغرب شهرحاجی آباد مرکزشهرستان